# Жан Муне-Сюллі
'Жан Муне́-Сюллі́ (фр. Jean Mounet-Sully; справж. Жан-Сюллі Муне́ (фр. Jean-Sully Mounet; 27 лютого 1841 — 1 березня 1916) — видатний французький актор театру і німого кіно.

## Біографія
Народився 27 лютого 1841 року у місті Бержерак однойменного департаменту регіону Аквітанія в сім'ї забезпеченого адвоката.
У 1868 році закінчив драматичний клас Паризької консерваторії. Того ж року вперше дебютував на сцені в паризькому театрі «Одеон». З початком Франко-пруської війни 1870 року призваний до війська, службу проходив у званні лейтенанта в Дордоні.
У 1872 році дебютував у Комеді-Франсез у ролі Ореста в «Андромасі» Ж. Расіна. Іншими знаковими у становленні Муне-Сюллі, як видатного актора, стали ролі благородного розбійника Ернані й слуги Рюї Блаза у драмах Віктора Гюго «Ернані» та «Рюї Блаз». Основою репертуару цього актора були твори Вільяма Шекспіра, Софокла і Віктора Гюго. Серед найкращих творінь Муне-Сюллі варто відзначити його втілення шекспірівських Гамлета й Отелло.
У 1889 році актор був сподоблений званням кавалера ордена Почесного легіону.
Протягом 1908—1913 років також знявся в чотирьох фільмах німого кіно.
Помер 1 березня 1916 року в Парижі.
Був приятелем і, певний час, коханцем Сари Бернар.

## Фільмографія
- 1908 — Britannicus | Британік (короткометражний)
- 1910 — Hamlet | Гамлет — Гамлет
- 1910 — Oedipe roi | Цар Едип (короткометражний)
- 1913 — La légende d'Oedipe | Міф про Едипа (короткометражний) — цар Едип

## Твори
- Jean Mounet-Sully «Souvenirs d'un tragédien» — Paris, 1917.